# بيفرلي بيير
بيفرلي بيير (بالإنجليزية: Beverly Peer)‏ هو عازف جاز أمريكي، ولد في 7 أكتوبر 1912 في نيويورك في الولايات المتحدة، وتوفي في 16 يناير 1997.

## وصلات خارجية
- بيفرلي بيير على موقع ميوزك برينز (الإنجليزية)
- بيفرلي بيير على موقع أول ميوزيك (الإنجليزية)
- بيفرلي بيير على موقع ديسكوغز (الإنجليزية)